# Bogarra
Bogarra là một đô thị ở tỉnh Albacete nằm ở cộng đồng tự trị Castile-La Mancha của Tây Ban Nha. Đô thị Bogarra có diện tích là 166,01 kilômét vuông, dân số năm 2023 là 740 người với mật độ 5,47 người/km².